# جرم BL العظاءة

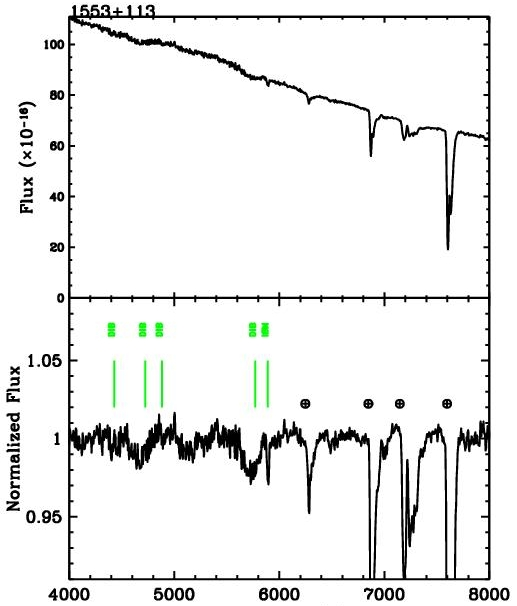
الطيف البصري لجرم BL العظاءة يطلق علية PG 1553+11.

جرم BL العظاءة (بالإنجليزية: BL Lacertae object، تُختصر إلى BL Lac object) هي تسمية تطلق على مجرة راديوية بعيدة لها نواة مجرية نشطة ساطعة تنبعث منها تدفقات من المواد مباشرة نحو الأرض. وقد تكون أجسام BL العظاءة فئة من النجوم الزائفة المتوهجة، على الرغم من أن هناك أدلة على أن التأثير البصري الناجم عن عدسة الجاذبية من بعض الأجسام الساطعة الأخرى بفعل المجرات المتداخلة. يطلق علية أيضا جرم BL العظاءة. سُميت أجرام BL العظاءة على اسم النموذج الأولي BL العظاءة [الإنجليزية] (BL Lacertae) أول نوع من هذة الفئة يتم تحديدة في كوكبة العظاءة (Lacertae) الذي يعتقد أصلًا أنه نجم متغير. تتميز أجرام BL العظاءة بالتدفق السريع والمتقلب والسعة الكبيرة والاستقطاب البصري البارز.

## تاريخ
جون شميت في مرصد ديفيد دونلاب كان أول من لاحظ الطبيعة الغربية لـ BL العظاءة في عام 1968 عندما قارنة مع جرم راديوي يدعى VRO 42.22.01. وحددة كمصدر راديو فلكي متغير. وبعد فترة وجيزة من اكتشاف هذه الفئة غير العادية لوحظ أن المصادر محاطة بسدم ضبابية خافتة. وفي غضون عام لاحظ آخرون أن التدفق الراديوي متباين، وأن الضوء كان مستقطبا. وقترح ستريتماتر فئة الجرم في عام 1972 وأضاف أربعة أجرام أخرى وبحلول عام 1976 كان هناك 30 جرم معروف من هذة الفئة.

## المجرات المستضيفة
في دراسة استقصائية واسعة النطاق أجريت باستخدام مرصد هابل الفضائي لدرسة شكل المجرات المستضيفة لنحو 132 جرم BL العظاءة تشمل سبعة مصادر راديوية وأشعة سينية كاملة، وعينات مختارة بصريا في عام 2000 . خلصت البيانات إلى أنه في 2/3 من صور لأجرام BL العظاءة في المجرات المستضيفة، بما في ذلك كل المجرات المستضيفة ذات الانزياح z < 0.5. أن أجرام BL العظاءة كانت ساطعة بما فيه الكفاية فقط في ربع (6/22) الصور ذات الانزياح z < 0.5 ويرجع سبب ذلك إلى أوقات التعرض القصيرة نسبيا. ويبدو وضع دي فوكولورس {\displaystyle I(R)\propto R^{\frac {1}{4}}} ملحوظ في 58 مجرة مستضيفة بدقة تصل إلى ~99% وخلصت نتائج هذا الاستطلاع إلى أن هناك حد 8٪ لعدد أنظمة الأقراص في أجرام BL العظاءة وبالتالي فأن هذا يتفق مع فرضية أن جميع المجرات المستضيفة لأجرام BL العظاءة يمكن أن تكون إهليلجية الشكل.

## وصلة خارجية
- ZBLLAC نسخة محفوظة 16 فبراير 2012 على موقع واي باك مشين. - A spectroscopic library of BL Lac objects